# STB
STB (ang. Set top box - tv komunikator. Uporablja se ga kot DVB-T pretvornik ali pretvornik za internetno televizijo. 

## Primeri STB vSloveniji
- Amino AmiNET 110
- SiOL BOX (Netgem)